# Schizanthus porrigens
Schizanthus porrigens là loài thực vật có hoa trong họ Cà. Loài này được Graham miêu tả khoa học đầu tiên năm 1824.